# Edward Sloman
Pour les articles homonymes, voir Sloman.
Edward Sloman est un réalisateur, acteur, scénariste et producteur britannique né le 19 juillet 1886 à Londres (Royaume-Uni), et mort le 29 septembre 1972 à Woodland Hills (États-Unis).
Il a fait sa carrière dans le cinéma américain .

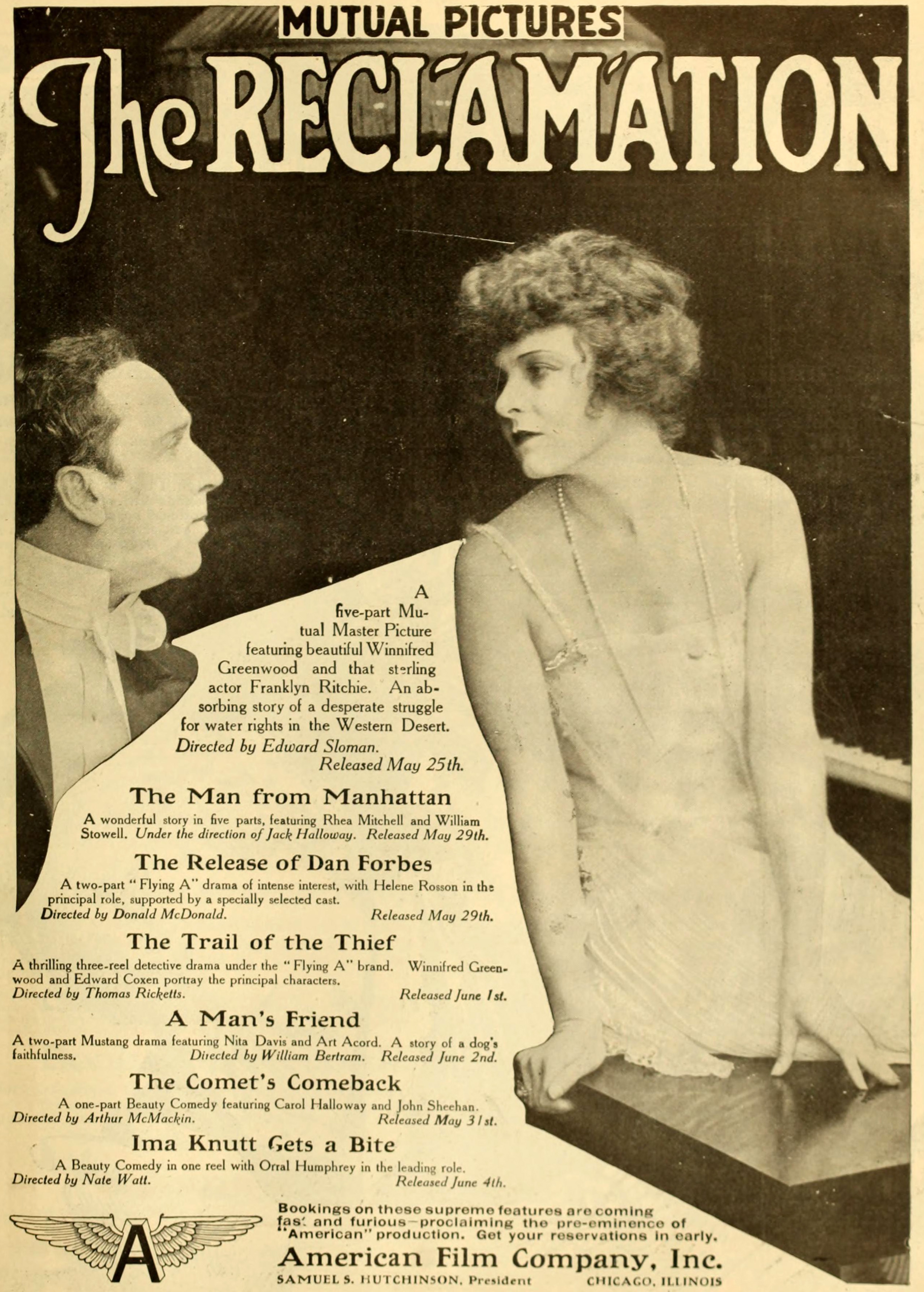
The Reclamation (1916).

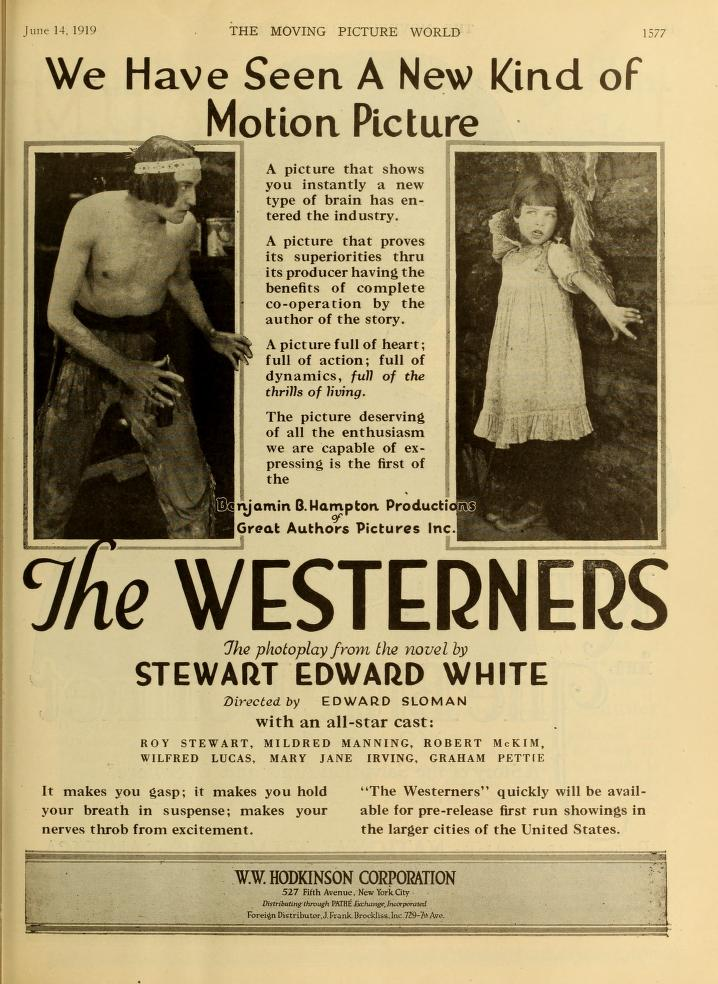
The Westerners (1919).

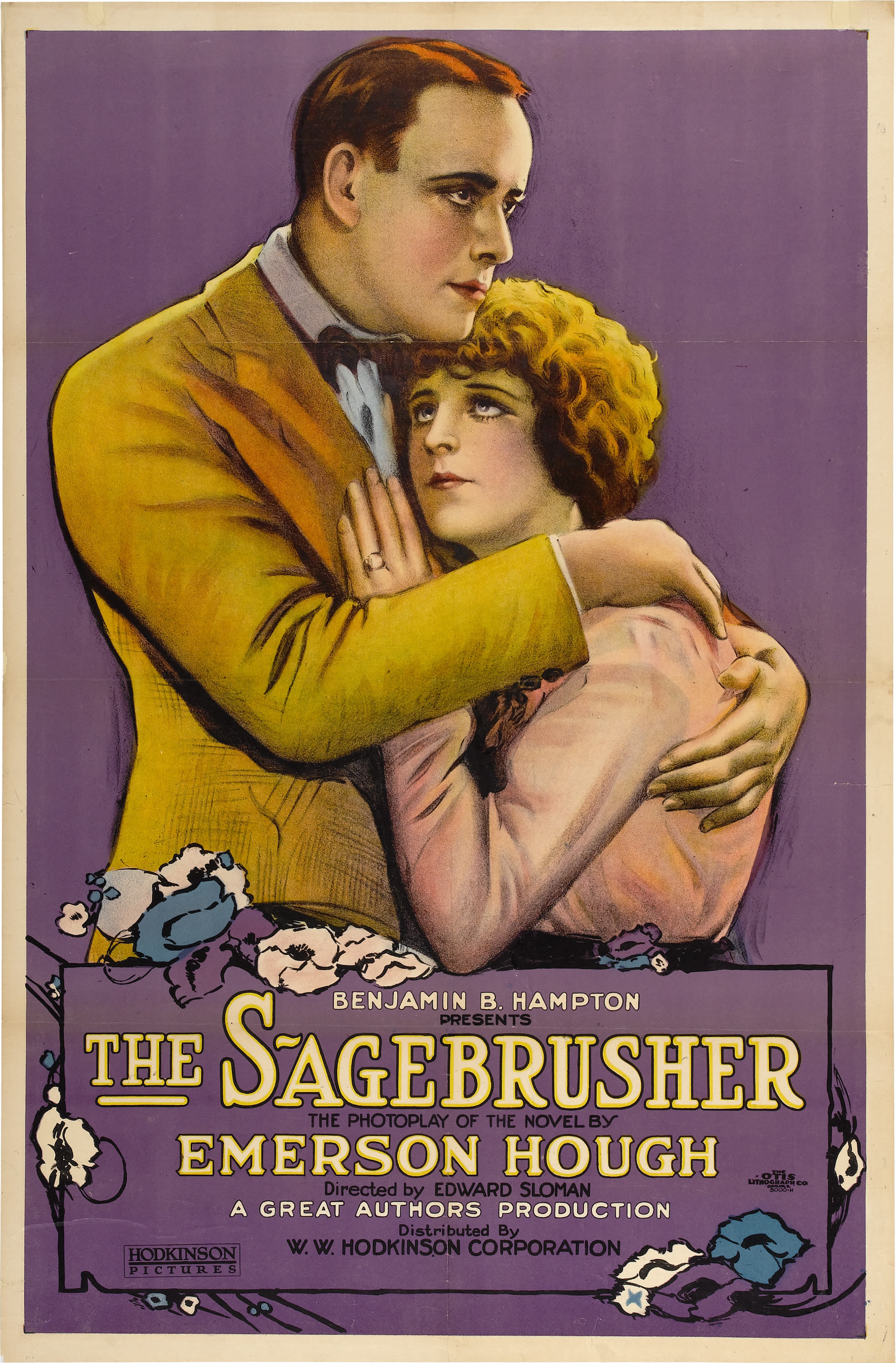
The Sagebrusher (1920).

## Filmographie

### Comme réalisateur
- 1915 : Faust
- 1915 : The Mystery Woman
- 1915 : The Spy's Sister
- 1915 : Her Other Self
- 1915 : By the Flip of a Coin
- 1915 : The Taunt
- 1915 : The Level
- 1915 : The Legend of the Poisoned Pool
- 1915 : The Convict King
- 1916 : Sequel to the Diamond from the Sky
- 1916 : Vengeance of the Oppressed
- 1916 : The Bond Within
- 1916 : The Law's Injustice
- 1916 : Two News Items
- 1916 : The Dragoman
- 1916 : The Embodied Thought
- 1916 : A Reformation Delayed
- 1916 : Sold to Satan
- 1916 : The Redemption of Helene
- 1916 : The Gulf Between
- 1916 : A Sister to Cain
- 1916 : The Return of James Jerome
- 1916 : Lying Lips
- 1916 : The Reclamation
- 1916 : The Inner Struggle
- 1916 : Dust
- 1916 : The Atonement
- 1916 : A Woman's Daring
- 1916 : Citizens All
- 1916 : The Franchise
- 1916 : Lone Star
- 1916 : The Twinkler
- 1917 : The Sea Master
- 1917 : The Fighting Gentleman
- 1917 : My Fighting Gentleman
- 1917 : High Play
- 1917 : The Frame-Up
- 1917 : The Shackles of Truth
- 1917 : The Masked Heart
- 1917 : Pride and the Man
- 1917 : Sands of Sacrifice
- 1917 : Snap Judgment
- 1917 : New York Luck
- 1918 : Le Subterfuge de Jackie (The Mantle of Charity)
- 1918 : In Bad
- 1918 : The Midnight Trail
- 1918 : Le Collier d'émeraudes (A Bit of Jade)
- 1918 : Lettres d'autrefois (The Ghost of Rosy Taylor)
- 1918 : Jackie a le sourire (Money Isn't Everything)
- 1918 : Une femme d'attaque (Fair Enough)
- 1919 : Jackie la petite foraine (Molly of the Follies)
- 1919 : Put Up Your Hands!
- 1919 : The Westerners
- 1920 : L'Aveugle de Twin-Forth (The Sagebrusher)
- 1920 : Burning Daylight
- 1920 : The Luck of Geraldine Laird
- 1920 : Blind Youth
- 1920 : Les Mutinés de l'Elsinore (The Mutiny of the Elsinore)
- 1920 : Métempsycose (The Star Rover)
- 1921 : High Gear Jeffrey
- 1921 : The Marriage of William Ashe
- 1921 : Quick Action
- 1921 : The Other Woman
- 1921 : The Ten Dollar Raise
- 1921 : Pilgrims of the Night
- 1922 : Shattered Idols
- 1922 : The Woman He Loved
- 1923 : The Last Hour
- 1923 : Backbone
- 1923 : The Eagle's Feather
- 1925 : The Price of Pleasure
- 1925 : Up the Ladder
- 1925 : Un soir de tempête (The Storm Breaker)
- 1925 : Les Siens (His People)
- 1926 : La Soirée des dupes (The Beautiful Cheat)
- 1926 : The Old Soak
- 1926 : Femmes d'aujourd'hui (Butterflies in the Rain)
- 1927 : Alias the Deacon
- 1927 : Surrender
- 1928 : L'Âme d'une nation (We Americans)
- 1928 : The Foreign Legion
- 1929 : Une nuit dans la tempête (The Girl on the Barge)
- 1929 : The Lost Zeppelin
- 1930 : The Kibitzer
- 1930 : Vertige (Puttin' on the Ritz)
- 1930 : Soldiers and Women
- 1930 : Hell's Island
- 1931 : Le Loup du ranch (en) (The Conquering Horde)
- 1931 : Gun Smoke (en)
- 1931 : Le Cadran de la mort (Murder by the Clock)
- 1931 : Caught
- 1931 : Sa femme (His Woman)
- 1932 : Wayward (en)
- 1932 : Two Lips and Juleps; or, Southern Love and Northern Exposure
- 1934 : L'Unique Mensonge (There's Always Tomorrow)
- 1935 : A Dog of Flanders
- 1935 : The Perfect Tribute
- 1938 : Cour d'assises  (The Jury's Secret)

### Comme acteur
- 1914 : The Fascinating Eye
- 1914 : The Strenuous Life
- 1914 : Shadowed Lives
- 1914 : The Feud
- 1914 : Swede Larson
- 1914 : Passing the Love of Woman
- 1914 : The Severed Hand
- 1914 : The Love Victorious
- 1914 : The Trey o' Hearts : Seneca Trine
- 1915 : Faust : Mephistopheles
- 1915 : A Woman's Debt
- 1915 : The Mystery Woman
- 1915 : Haunted Hearts
- 1915 : Their Hour
- 1915 : Diana of Eagle Mountain
- 1915 : The Human Menace
- 1915 : Across the Footlights de Burton L. King
- 1915 : A Second Beginning de Burton L. King
- 1915 : A Modern Enoch Arden
- 1915 : Under the Crescent de Burton L. King : Prince Ibrahim Tousson
- 1915 : The Opening Night de Burton L. King : M. Vaughan, le mari de Nina
- 1915 : The Burden Bearer de Burton L. King
- 1915 : In the Heart of the Hills de Burton L. King : Jim Bailey
- 1915 : Out of the Flames de Burton L. King
- 1915 : Where Happiness Dwells
- 1915 : Ethel's Burglar
- 1915 : The Valley of Regeneration
- 1915 : In the Heart of the Hills
- 1915 : The Markswoman
- 1915 : Saved from the Harem
- 1916 : The Severed Hand
- 1916 : Vengeance of the Oppressed
- 1916 : The Embodied Thought
- 1916 : Sold to Satan
- 1916 : The Mother Instinct
- 1917 : Tangled Threads

### Comme scénariste
- 1918 : Son triomphe (Social Briars), de Henry King
- 1921 : Pilgrims of the Night
- 1928 : L'Âme d'une nation (We Americans)

### Comme producteur
- 1923 : The Last Hour